# CHAIN (BONNIE PINKのアルバム)
『CHAIN』（チェーン）は、BONNIE PINK初のミニアルバム。2008年11月26日発売。発売元はワーナーミュージック・ジャパン。CDコードはWPCL-10623。

## 概要
新曲「CHAIN」と洋楽クリスマスソングのカバー4曲を収録した初のミニアルバム。
「CHAIN」はデビュー・シングル「オレンジ」以来のクリスマスソング。本人曰く、「時間はかけましたけど、行程はそんなに苦しくなかった」。
初回限定仕様の「シルバー･ジャケット」と通常盤の「ゴールド・ジャケット」が存在し、ジャケットの色違い及びインナースリーブの構成違いである。
また、初回限定仕様はクリスマス・ギフト・パッケージになっており、初回限定特典として2008年12月13日に行なわれた｢BONNIE PINK プレミアム・クリスマス・ナイト at Billboard Live TOKYO」の招待応募券が付いていた。

## 収録曲
1. CHAIN （4:49）
  - 作詞・作曲：BONNIE PINK／編曲：冨田恵一
2. Wonderful Christmastime （4:33）
  - 作詞・作曲：Paul McCartney／編曲：宮川弾
3. I Saw Mommy Kissing Santa Claus （3:03）
  - 作詞・作曲：Tommie Connor／編曲：Curly Giraffe
4. Let it Snow （2:53）
  - 作詞：Sammy Cahn／作曲：Jule Styne／編曲：鈴木正人
5. CHAIN ～The Birth Cry～ （4:40）
  - 作詞・作曲・編曲：BONNIE PINK
6. The Christmas Song （3:57）
  - 作詞・作曲：Mel Tormé、Bob Wells／guitar：渡辺香津美

## タイアップ
- 「第28回 さっぽろホワイトイルミネーション」コラボレートソング（M-1）
- TBS系『メガデジ』11月度エンディングテーマ（M-1）